# Обершёнегг
Обершёнегг (нем. Oberschönegg) — община в Германии, в земле Бавария. 
Подчиняется административному округу Швабия. Входит в состав района Нижний Алльгой. Подчиняется административному сообществу Бабенхаузен.  Население составляет 947 человек (на 31 декабря 2010 года). Занимает площадь 18,28 км².